# Regimiento de Ingenieros n.º 8 "Chiloé"
El Regimiento de Ingenieros N.º 8 "Chiloé"  es una unidad dependiente de la IV División de Ejército.

## Historia
Para poder construir la Carretera Austral de Chile se creó el 14 de septiembre de 1979 la Compañía de Ingenieros de Vialidad N° 8 "Chiloé".

Por Decreto Supremo del 8 de noviembre de 1984, la Unidad fue elevada a regimiento con la denominación de Regimiento de Ingenieros N.º 8 "Chiloé" y con misiones como unidad ejecutora de la Carretera General Austral y unidad de apoyo de ingenieros de la entonces VII Brigada de Ejército.

Originalmente estuvo desplegado en Chaitén, siendo trasladado posteriormente a la ciudad de Puerto Aysén.

## Actual composición
Está compuesta por:
- Plana Mayor
- Unidad de Cuartel
- Batallón de Ingenieros "Blest Gana" que está conformado por:
- 1º Compañía de Ingenieros de Combate
- 2º Compañía de Ingenieros de Construcciones.

Su día de aniversario es el 8 de noviembre.
- Datos: Q9067581